# Реми Гајар
Реми Гајар (фр. Rémi Gaillard, 7. фебруар 1975, Монпеље) је француски хумористичар и комичар. Стекао је популарност, најпре у Француској, а потом и широм света, због своје серије духовитих скечева, у којима исмева људе и ситуације у реалним околностима. Свој први скеч је снимио 1999. године, а сајт nimportequi.com, посвећен управо сопственој продукцији, покренуо је две године касније. Најширу популарност је стекао 2002. године, када је после фудбалског финала купа у Француској успео да се преруши у фудбалера победничке екипе, ФК Лорјана, и са играчима прослави победу, на којој му је честитао чак и тадашњи председник државе, Жак Ширак. Касније исте године, успео је чак да стоји раме уз раме са француским одбојкашким репрезентативцима на светском првенству, пре једног меча, док се интонирала национална химна, а том приликом је и једини певао — што су преносиле многе ТВ станице, укључујући и Еуроспорт. Тек пре самог меча, обезбеђење га је извело са паркета.
Поред скечева у сопственој продукцији, Гајар је познат и као одличан аматерски фудбалер (своју вештину често приказује у скечевима), политички активиста и учесник у многобројним рекламама. Готово све скечеве снимио је у свом родном Монпељеу.

## Концепт скечева
Гајар, према сопственим речима, презентује неконвенционални смисао за хумор. Не обазирући се на ситуацију и евентуалну материјалну штету коју наноси, он провоцира и исмева разне људе у разним ситуацијама: полицајце, играче голфа, рибаре, продавце; али и ТВ емисије. О томе сведочи и његов мото: C'est en faisant n'importe quoi qu'on devient n'importe qui (Чинећи било шта, постајемо било ко). Неки од његових најпознатијих снимака су они где у реалном окружењу пародира Супер Марија, Пек Мена, пузи преобучен у пужа по ауто-путу и слично. У другим ситуацијама, Гајар као аматерски фудбалер воли да демонстрира своје умеће погађајући лоптом разне циљеве из наизглед немогућих ситуација.
Не желећи да их комерцијализује, Гајар је учинио да сви његови снимци буду доступни преко његовог веб-сајта и Јутјуб канала.